# تشارلي جوردن (موسيقي)
تشارلي جوردن (بالإنجليزية: Charley Jordan)‏ هو موسيقي ومغني ومغن مؤلف وعازف قيثارة أمريكي، ولد في 1890 في مقاطعة بولاسكي في الولايات المتحدة، وتوفي في 15 نوفمبر 1954 في سانت لويس في الولايات المتحدة بسبب ذات الرئة.

## وصلات خارجية
- تشارلي جوردن على موقع ميوزك برينز (الإنجليزية)
- تشارلي جوردن على موقع أول ميوزيك (الإنجليزية)
- تشارلي جوردن على موقع ديسكوغز (الإنجليزية)